# Волшебный горох
«Волшебный горох» (укр. Чарівний горох) — украинский мультипликационный фильм, снятый на киностудии «Укранимафильм» по мотивам сказки «Покатигорошек».

## Сюжет
На украинском хуторе жил трудолюбивый хозяин Степан, были у него жена по имени Маричка и дочка Алёнка. А по соседству за горами проживал в своём за́мке злой волшебник, умеющий превращаться в змея, — дед Сивобород, который выращивал волшебный горох. Живший с ним кот занимался домашним хозяйством, но не справлялся со своими обязанностями и предложил своему хозяину украсть Алёнку, чтобы она у них стряпала и прибиралась. Когда девочка несла отцу в поле обед, Сивобород с котом похитили её, привезли в за́мок и приказали наводить чистоту и уют в доме, готовить еду и подстригать волшебный горох. При этом припугнули, что если она не будет слушаться, то её заколдуют.
Опечалилась Алёнка, но на помощь ей пришёл говорящий удод, который рассказал, что горох, за которым она ухаживает, — волшебный, и если горошину съест её отец, то станет таким сильным, что сможет освободить дочку. Схватив стручок гороха, удод понёс его Степану, но обронил на землю, и из трёх горошин выросли братья-богатыри: Вернигора, Вертодуб и Крутиус. А одна горошина попала в дом Степана и Марички, только угодила в рот не отцу, а матери. И родила Маричка маленького мальчика, которого назвали Покатигорошек. Подросши, узнал мальчик, что его сестру украл змей — дед Сивобород — и решил освободить её.
Кузнец выковал ему большую булаву, по дороге в замок Покатигорошек встретил братьев-богатырей, и все вместе они пришли к замку Сивоборода. В результате сражения с волшебником Сивобородом, превращавшимся в змея, освободили они Алёнку, а сам Сивобород оказался в клетке для мышей, которую унёс перешедший на строну братьев ушлый кот.
Продолжением этого мультфильма стал мультсериал «Приключения Катигорошка и его друзей», созданный на основе украинских сказок и мифов тем же режиссёром — Ярославой Руденко-Шведовой.

## Съёмочная группа
- Режиссёр: Ярослава Руденко-Шведова[укр.]
- Сценарист: Вадим Шинкарёв
- Композитор: Юрий Егоров
- Художник-постановщик: Эдуард Кирич
- Оператор: Г. Никонова
- Монтаж: В. Радкевич
- Роли озвучивали: Остап Ступка, Наталья Ковалёва, Сергей Фоменко, Богдан Бенюк